# Trie-sur-Baïse
Trie-sur-Baïse è un comune francese di 1 102 abitanti situato nel dipartimento degli Alti Pirenei nella regione dell'Occitania.

## Società

### Evoluzione demografica
Abitanti censiti